# Ку Бон Гіль
Ку Бон Гіль (кор. 구 본길, 27 квітня 1989) — південнокорейський фехтувальник на шаблях, дворазовий олімпійський чемпіон (2012, 2020 та 2024 роки), триразовий чемпіон світу.

## Виступи на Олімпіадах
| Олімпіада           | Дисципліна          | Місце |
| ------------------- | ------------------- | ----- |
| Лондон 2012         | індивідуальна шабля | 10    |
| Лондон 2012         | командна шабля      | 1     |
| Ріо-де-Жанейро 2016 | індивідуальна шабля | 9     |
| Токіо 2020          | індивідуальна шабля | 19    |
| Токіо 2020          | командна шабля      | 1     |
| Париж 2024          | індивідуальна шабля | 24    |
| Париж 2024          | командна шабля      | 1     |